# Liste der Bodendenkmäler in Ortenburg
Auf dieser Seite sind die Bodendenkmäler in dem niederbayerischen Markt Ortenburg zusammengestellt. Diese Tabelle ist eine Teilliste der Liste der Bodendenkmäler in Bayern. Grundlage ist die Bayerische Denkmalliste, die auf Basis des Bayerischen Denkmalschutzgesetzes vom 1. Oktober 1973 erstmals erstellt wurde und seither durch das Bayerische Landesamt für Denkmalpflege geführt wird. Die folgenden Angaben ersetzen nicht die rechtsverbindliche Auskunft der Denkmalschutzbehörde.

## Bodendenkmäler in Ortenburg

### Bodendenkmäler in der Gemarkung Dorfbach
| Lage                             | Objekt | Akten-Nr.     | Bild                       |
| -------------------------------- | --- | ------------- | -------------------------- |
| Dorfbach (Standort)              | Burgstall des Mittelalters. Siehe auch: Burgstall Unterhartdobl | D-2-7445-0027 |                            |
| Dorfbach (Standort)              | Mittelalterlicher Turmhügel. Siehe auch: Turmhügel Lughof | D-2-7445-0028 | Bodendenkmal D-2-7445-0028 |
| Dorfbach (Standort)              | Siedlung vor- und frühgeschichtlicher oder mittelalterlicher Zeitstellung. | D-2-7445-0031 |                            |
| Dorfbach (Standort)              | Siedlung vor- und frühgeschichtlicher Zeitstellung. | D-2-7445-0032 |                            |
| Dorfbach (Standort)              | Untertägige mittelalterliche und frühneuzeitliche Teile der abgegangenen Kirche St. Blasius in Blasen. | D-2-7445-0086 |                            |
| Dorfbach Schlossweg 1 (Standort) | Untertägige mittelalterliche und frühneuzeitliche Befunde und Funde im Bereich der mittelalterlichen Burg und des neuzeitlichen Wasserschlosses Unterdorfbach mit der spätneuzeitlichen Katholischen Pfarrkirche St. Johannes Nepomuk, darunter die Spuren von Vorgängerbauten bzw. älteren Bauphasen. | D-2-7445-0088 | weitere Bilder             |
| Dorfbach (Standort)              | Untertägige mittelalterliche und frühneuzeitliche Siedlungsteile im Bereich der Einöde Lughof. | D-2-7445-0091 |                            |

### Bodendenkmäler in der Gemarkung Iglbach
| Lage                              | Objekt | Akten-Nr.     | Bild                       |
| --------------------------------- | --- | ------------- | -------------------------- |
| Iglbach (Standort)                | Siedlung vor- und frühgeschichtlicher Zeitstellung. | D-2-7445-0033 |                            |
| Iglbach (Standort)                | Siedlung vor- und frühgeschichtlicher oder mittelalterlicher Zeitstellung. | D-2-7445-0035 |                            |
| Iglbach (Standort)                | Untertägige mittelalterliche und frühneuzeitliche Teile der abgegangenen Kirche St. Katharina in Buch.                                                                                                 | D-2-7445-0098 |                            |
| Iglbach Dorfstraße 22 (Standort)  | Untertägige mittelalterliche und frühneuzeitliche Befunde und Funde im Bereich der Katholischen Pfarrkirche St. Vitus in Unteriglbach, darunter die Spuren von Vorgängerbauten bzw. älteren Bauphasen. | D-2-7445-0102 | weitere Bilder             |
| Iglbach Oberiglbach 21 (Standort) | Untertägige spätmittelalterliche und frühneuzeitliche Befunde und Funde im Bereich der spätmittelalterlichen Katholischen Filialkirche St. Martin in Oberiglbach.                                      | D-2-7445-0104 | Bodendenkmal D-2-7445-0104 |
| Iglbach (Standort)                | Untertägige spätmittelalterliche und frühneuzeitliche Befunde und Funde im Bereich der Katholischen Kirche Mater Dolorosa in Neustift.                                                                 | D-2-7445-0109 |                            |
| Iglbach Kollmann (Standort)       | Untertägige frühneuzeitliche Befunde und Funde im Bereich der abgegangenen Kapelle St. Kolomann in der Zell bei Kollmann.                                                                              | D-2-7445-0112 | Bodendenkmal D-2-7445-0112 |
| Iglbach Hochhaus (Standort)       | Mittelalterlicher Niederungsburgstall mit zugehörigem eingegrenztem Wirtschaftshof. Siehe auch: Burgstall Hochhaus                                                                                     | D-2-7445-0181 |                            |

### Bodendenkmäler in der Gemarkung Königbach
| Lage                                | Objekt | Akten-Nr.     | Bild           |
| ----------------------------------- | --- | ------------- | -------------- |
| Königbach (Standort)                | Teilweise verebnete Viereckschanze der späten Latènezeit. | D-2-7445-0039 |                |
| Königbach (Standort)                | Verebnete Viereckschanze der späten Latènezeit. | D-2-7445-0040 |                |
| Königbach Steinkirchen 9 (Standort) | Untertägige mittelalterliche und frühneuzeitliche Befunde und Funde im Bereich der Evangelisch-Lutherischen Kirche St. Laurentius in Steinkirchen (ehemalige Katholischen Pfarrkirche) sowie der abgegangenen, frühneuzeitlichen Friedhofskapelle St. Florian, darunter die Spuren von Vorgängerbauten bzw. älteren Bauphasen. Siehe auch: St. Laurentius (Ortenburg) | D-2-7445-0118 | weitere Bilder |

### Bodendenkmäler in der Gemarkung Ortenburg
| Lage                                 | Objekt | Akten-Nr.     | Bild           |
| ------------------------------------ | --- | ------------- | -------------- |
| Ortenburg (Standort)                 | Mittelalterlicher Burgstall Neu-Ortenburg (Neues Schloss). Siehe auch: Schloss Neu-Ortenburg | D-2-7445-0041 | weitere Bilder |
| Ortenburg Vorderschloss 1 (Standort) | Untertägige mittelalterliche und frühneuzeitliche Befunde und Funde im Bereich der Burg und des späteren Schlosses Alt-Ortenburg (Vorderschloss). Siehe auch: Schloss Ortenburg | D-2-7445-0053 | weitere Bilder |
| Ortenburg Kreppe 3 (Standort)        | Untertägige mittelalterliche und frühneuzeitliche Befunde und Funde im Bereich der frühneuzeitlichen Evangelisch-Lutherischen Marktkirche in Ortenburg (ehemalige Wallfahrtskirche Zu unserer Lieben Frau), darunter die Spuren von Vorgängerbauten bzw. älteren Bauphasen. Siehe auch: Marktkirche (Ortenburg) | D-2-7445-0122 | weitere Bilder |

### Bodendenkmäler in der Gemarkung Söldenau
| Lage                                 | Objekt | Akten-Nr.     | Bild           |
| ------------------------------------ | --- | ------------- | -------------- |
| Söldenau Südlich Oberoh (Standort)   | Bergbauareal vor- und frühgeschichtlicher Zeitstellung. | D-2-7345-0206 |                |
| Söldenau (Standort)                  | Grabhügel vorgeschichtlicher Zeitstellung. | D-2-7445-0042 |                |
| Söldenau (Standort)                  | Silexabbaugebiet und Schlagplatz wohl des Neolithikums. | D-2-7445-0045 |                |
| Söldenau Kirchplatz 3 (Standort)     | Untertägige mittelalterliche und frühneuzeitliche Befunde und Funde im Bereich der Katholischen Pfarrkirche St. Andreas in Holzkirchen, darunter die Spuren von Vorgängerbauten bzw. älteren Bauphasen. | D-2-7445-0124 | weitere Bilder |
| Söldenau Maierhof 2 (Standort)       | Untertägige mittelalterliche und frühneuzeitliche Befunde und Funde im Bereich der Katholischen Filialkirche St. Luzia in Maierhof, darunter die Spuren von älteren Bauphasen.                          | D-2-7445-0127 |                |
| Söldenau Mitterfeldweg 4 (Standort)  | Untertägige mittelalterliche und frühneuzeitliche Befunde und Funde im Bereich der Katholischen Filialkirche St. Philipp und Jakob in Söldenau, darunter die Spuren von älteren Bauphasen.              | D-2-7445-0130 |                |
| Söldenau Bräuhausstraße 1 (Standort) | Untertägige mittelalterliche und frühneuzeitliche Befunde und Funde im Bereich der ehemalige Burg und des späteren Wasserschlosses Söldenau. Siehe auch: Schloss Söldenau                               | D-2-7445-0131 | weitere Bilder |
| Söldenau (Standort)                  | Silexabbaugebiet und Schlagplatz wohl des Neolithikums. Siehe auch: Feuerstein, Schlagplatz, Neolithikum                                                                                                | D-2-7445-0175 |                |